# Comuna Demkî, Drabiv
Demkî (în ucraineană Демки) este o comună în raionul Drabiv, regiunea Cerkasî, Ucraina, formată din satele Demkî (reședința) și Novomîkolaiivka.

## Demografie
Componența lingvistică a comunei Demkî
     Ucraineană (98,72%)
     Rusă (1,2%)
     Alte limbi (0,08%)
Conform recensământului din 2001, majoritatea populației comunei Demkî era vorbitoare de ucraineană (98,72%), existând în minoritate și vorbitori de rusă (1,2%).